# Лобода сиза
Лобода́ си́за, лобода́ си́ня, лобода́ чо́рна (Chenopodium glaucum L.) — вид рослин з роду лобода (Chenopodium) родини амарантових (Amaranthaceae). Народна назва: дубоволиста лобода (англ. Oakleaf Goosefoot).

## Загальна біоморфологічна характеристика

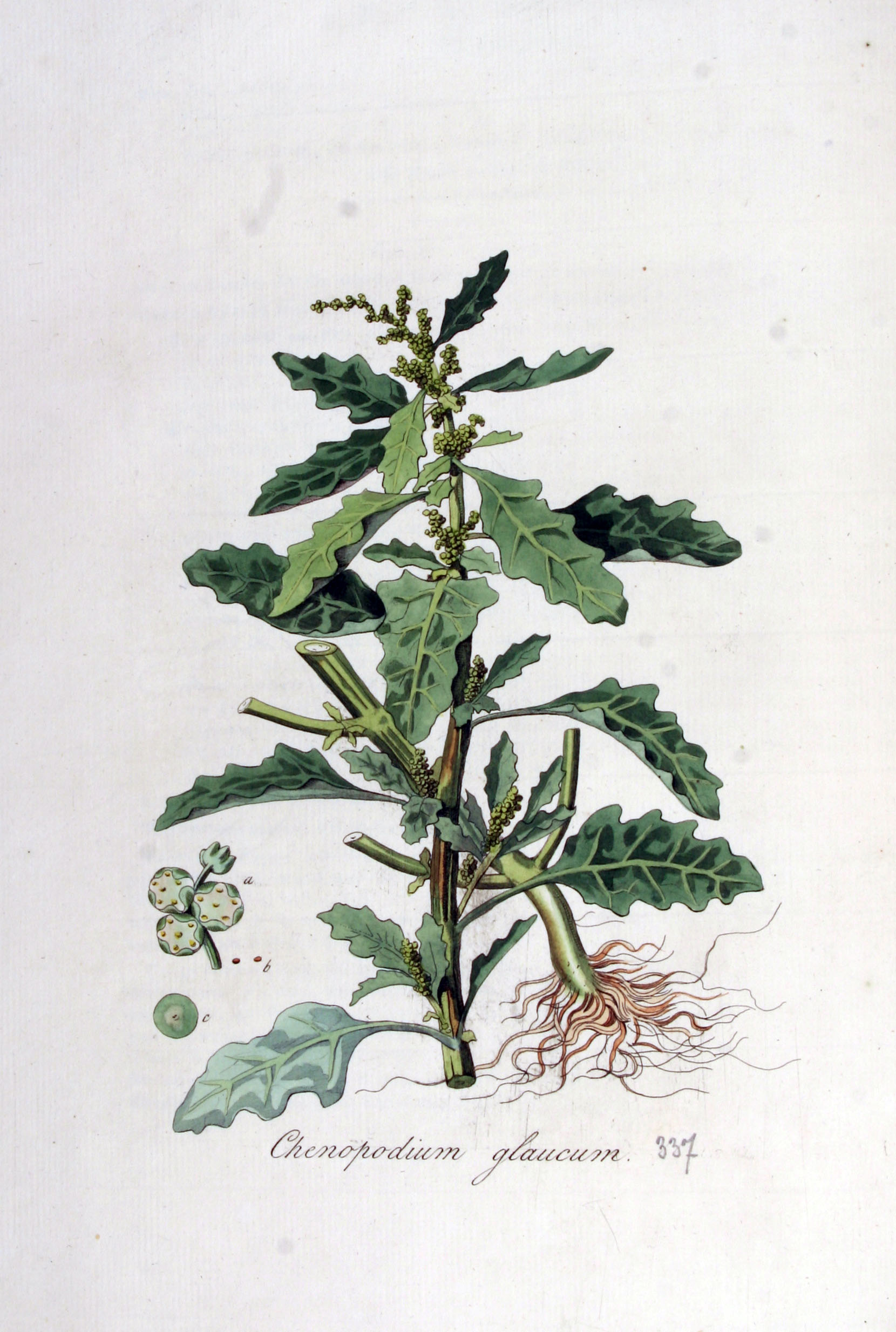
Ілюстрація лободи сизої у книзі Яна Копса «Flora Batava», Volume 5 (1828)

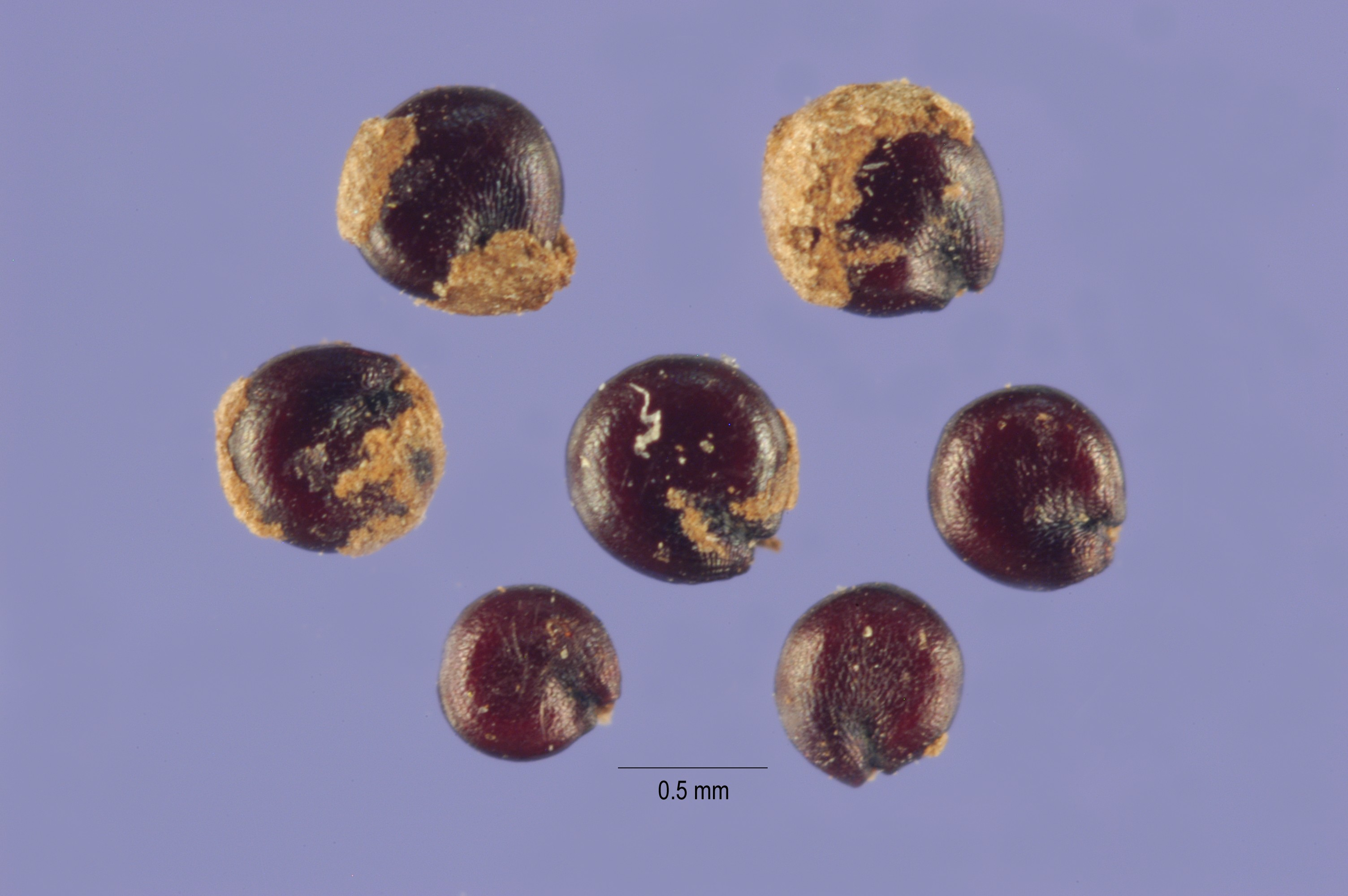
Насіння Chenopodium glaucum

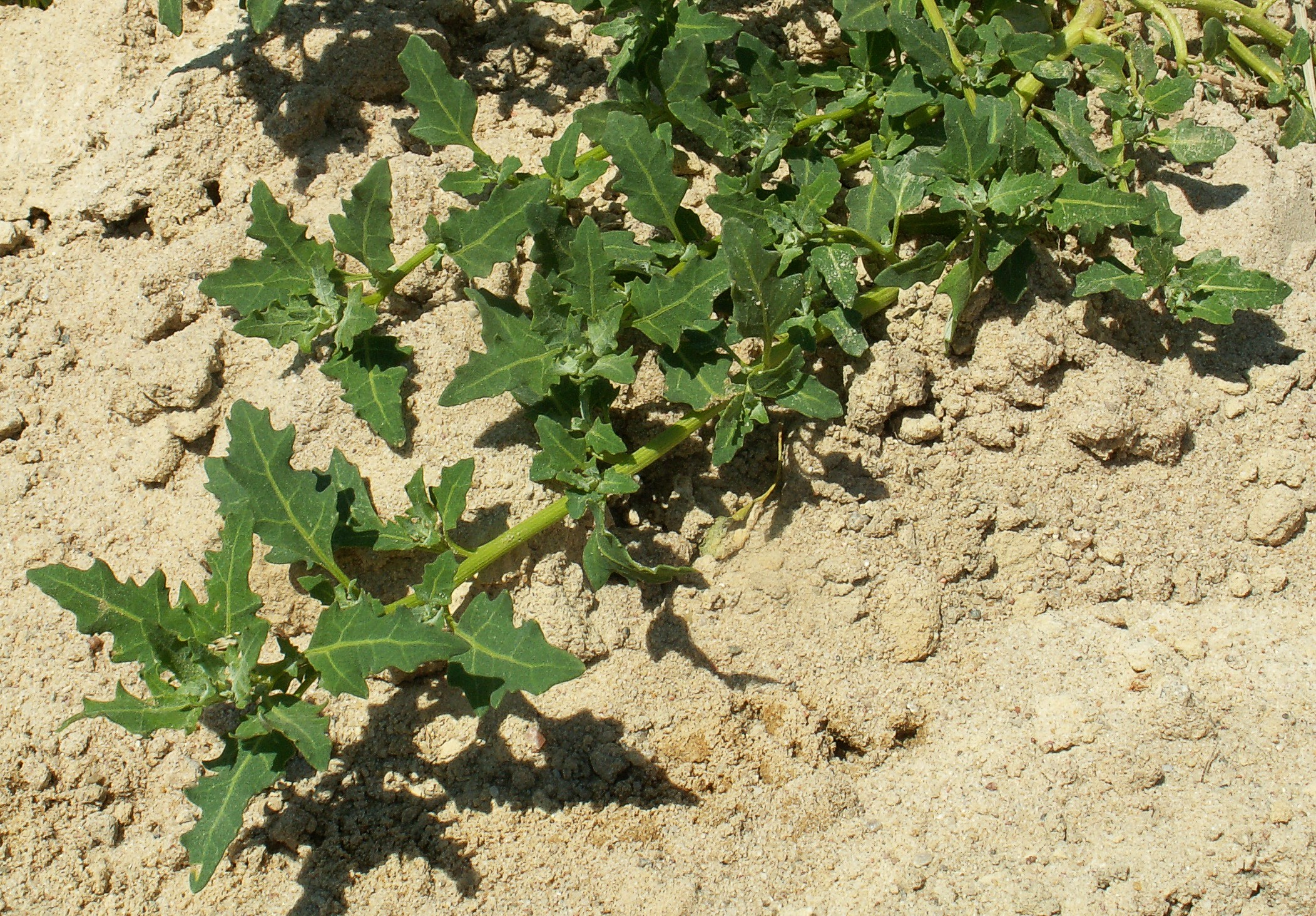
Лобода сиза біля озера Мєдвє в Польщі

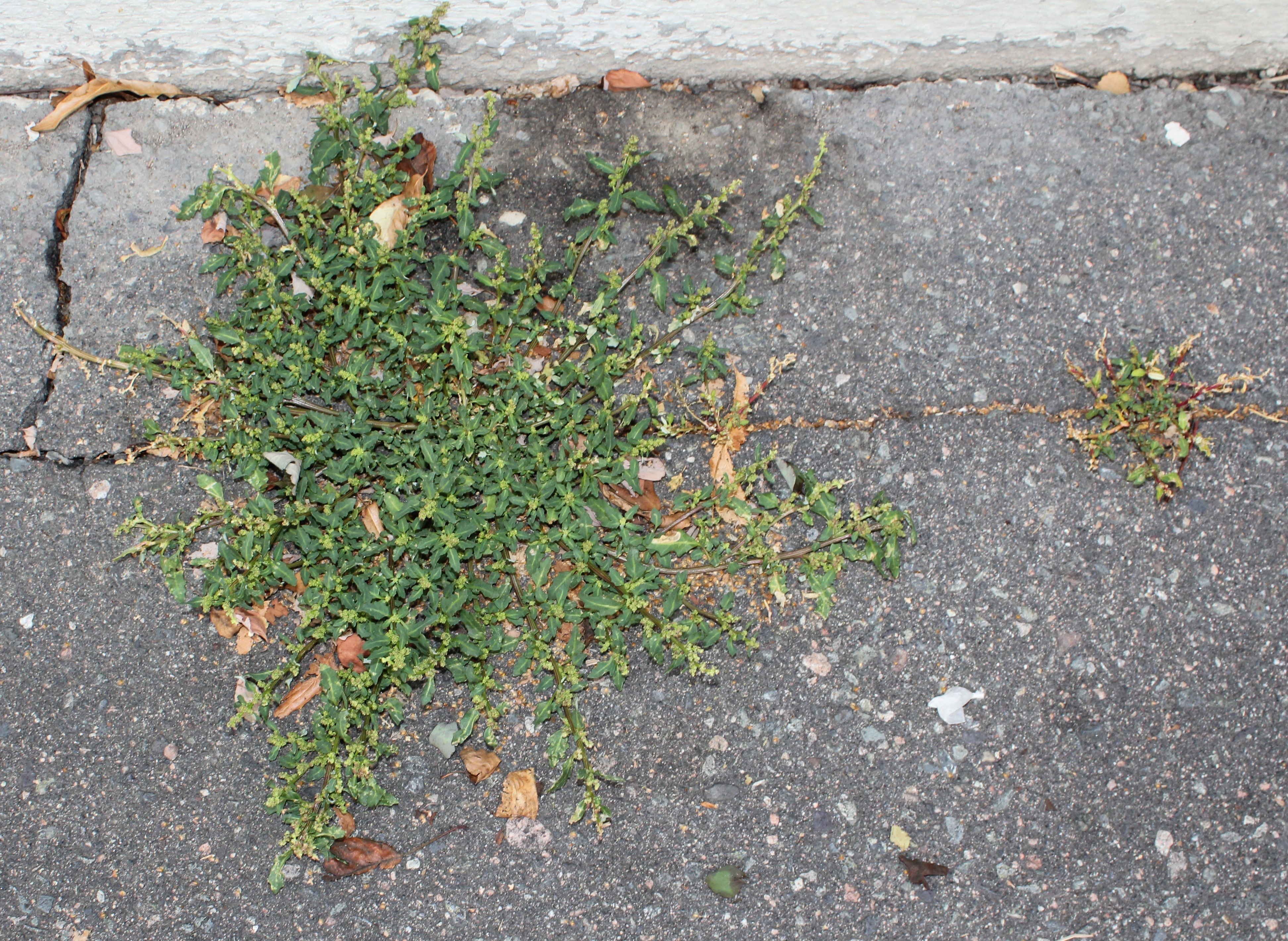
Лобода сиза проросла з асфальту в Осло, Норвегія

Яровий однорічник. Поліморфний вид. Рослина 5–75 см заввишки. Стебло висхідне або розпластане по ґрунту, рідко прямостояче, слаборебристе, зі світлими поздовжніми смужками, зелене або червонувате, сильнорозгалужене від основи. Листки лінійно-ланцетні, подовжено-яйцеподібні або подовжено-ромбічні, в основі клиноподібно-звужені, 2–5 см завдовжки, 0,5–2,0 см завширшки, двокольорові, зверху зелені або голубувато-зелені, голі, знизу щільно біломучнисті, з однією добре вираженою жилкою, по краю виїмчасто-зубчасті, рідше майже цілокраї. Квітки двостатеві, зібрані клубочками на кінцях стебла і гілок короткими і густими колосоподібними суцвіттями. Оцвітина гола, 3–5-листочкова, не прикриває насіння, майже до основи роздільна. Пиляки 0,2 мм завдовжки. Цвіте і плодоносить з липня по вересень. Насіння чорно-бурі, округлі, горизонтальні і вертикальні, 0,8–1,0 мм в діаметрі. Одна рослина утворює до 3000 насінин.
Число хромосом: 2n = 18.

## Поширення
Голарктичний широко розповсюджений вид.
Ареал:
- Азія
  - Кавказ: Вірменія; Азербайджан; Грузія; Росія — Передкавказзя, Дагестан
  - Сибір: Росія — Східний Сибір, Західний Сибір
  - Середня Азія: Казахстан; Таджикистан
  - Монголія: Монголія (можливо натуралізований)
  - Далекий Схід Росії: Росія — Далекий Схід
  - Китай: Фуцзянь, Гуандун, Гуансі, Гуйчжоу, Цзянси, Юньнань
  - Східна Азія: Японія (можливо натуралізований); Корея (можливо натуралізований)
- Європа
  - Північна Європа: Данія; Фінляндія; Швеція; Велика Британія
  - Середня Європа: Австрія; Бельгія; Чехія; Угорщина; Нідерланди; Польща; Словаччина; Швейцарія
  - Східна Європа: Білорусь; Естонія; Латвія; Литва; Росія — Європейська частина; Україна [вкл. Крим]
  - Південно-Східна Європа: Албанія; Боснія і Герцеговина; Болгарія; Хорватія; Греція; Італія; Північна Македонія; Чорногорія; Румунія; Сербія; Словенія
  - Південно-Західна Європа: Франція; Португалія; Іспанія
- Північна Америка
  - Субарктична Америка: Канада — Північно-західні території, Юкон; США — Аляска
  - Східна Канада: Онтаріо, Квебек
  - Західна Канада: Альберта, Британська Колумбія, Манітоба, Саскачеван
  - Північний Центр США: Айова, Канзас, Міннесота, Міссурі, Небраска, Північна Дакота, Південна Дакота
  - Північний Захід США: Колорадо, Айдахо, Монтана, Орегон, Вашингтон, Вайомінг
  - Південний Центр США: Нью-Мексико
  - Південний Захід США: Аризона, Каліфорнія, Невада, Юта

Широко натуралізований вид в регіонах з помірним кліматом.

## Екологія
Переносить засолення. Росте як рудерал на солончаках, по сируватим берегах річок і озер, уздовж доріг, у житла, по сміттєвих місцях.. Віддає перевагу легким ґрунтам — піщаним і перегнійним.

## Господарське значення
Бур'ян в посівах і городах, на ріллях.
Захисні заходи: ретельна очистка насіннєвого матеріалу, сівозміни з озимими зерновими, просапними і багаторічними кормовими травами. Рекомендуються рання зяблева оранка і своєчасна весняна обробка ґрунту. На просапних культурах — своєчасна міжрядна обробка ґрунту.

## Систематика
Деякі сучасні систематики відносять цей вид до роду Chenopodium і вказують прийнятою назвою Chenopodium glaucum L., в той же час, інші відносять його до роду Oxybasis і вказують прийнятою назвою Oxybasis glauca (L.) S.Fuentes et al., а Chenopodium glaucum вказують як синонім.